# Frank Yates
Frank Yates (* 12. Mai 1902 in Manchester; † 17. Juni 1994 in Harpenden) war ein britischer Statistiker.

## Leben
Yates studierte an der University of Cambridge (St. John's College) mit dem Abschluss 1924 mit Bestnoten. Danach war er Lehrer, was ihn aber nicht befriedigte. Er nahm eine Stelle als mathematischer Berater bei der geodätischen Erkundung der afrikanischen Goldküste an. 1931 wurde er Statistiker auf der Rothamsted Experimental Station unter Ronald A. Fisher. Als Fisher 1933 an das University College London ging, wurde er Leiter der Statistik als dessen Nachfolger.
Er arbeitete über das Design von Experimenten (statistische Versuchsplanung) und später über Entwurf von Stichproben. Nach dem Zweiten Weltkrieg war er ein Förderer des Computereinsatzes in der Statistik. Von besonderer Bedeutung war eine Sammlung statistischer Tabellen von Ronald Fisher und Yates, die zuerst 1938 erschien. Darin wurde auch eine Methode zur Erzeugung einer Zufallspermutation von N Zahlen beschrieben, die nach beiden benannt ist (Fisher Yates shuffle, siehe Zufällige Permutation). 1936 veröffentlichte er über unvollständige Blockpläne. 1934 zählte er mit Fisher 6x6 lateinische Quadrate ab. Er ist auch bekannt für die Yates-Korrektur zum Chi-Quadrat-Test.
Im Zweiten Weltkrieg wandte er seine statistischen Kenntnisse auf Nahrungsversorgung und Düngereinsatz an. 1949 wurde er in die UN-Kommission für statistische Stichproben aufgenommen.
Nach seiner Pensionierung war er Research Fellow am Imperial College London (dort gab er auch erstmals Vorlesungen).
1960/61 war er Präsident der British Computer Society. Er war CBE.
1948 wurde er Fellow der Royal Society, deren Royal Medal er 1966 erhielt. 1953 erhielt er den Weldon Memorial Prize und 1960 die Guy Medal der Royal Statistical Society, deren Präsident er 1967/68 war.

## Schriften
- mit R. A. Fisher: Statistical tables for biological, agricultural and medical research. 1938, 6. Auflage, Oliver and Boyd 1963
- The design and analysis of factorial experiments, Technical Communication no. 35 of the Commonwealth Bureau of Soils, 1937
- Systematic sampling, Philosophical Transactions of the Royal Society, Band 241, 1948, S. 345–377.
- Sampling Methods for Censuses and Surveys, 1949
- Quelques développements modernes dans la planification des expériences , Annales de l'institut Henri Poincaré, Band 12, 1951, S. 113–130.